# Raoul Biltgen

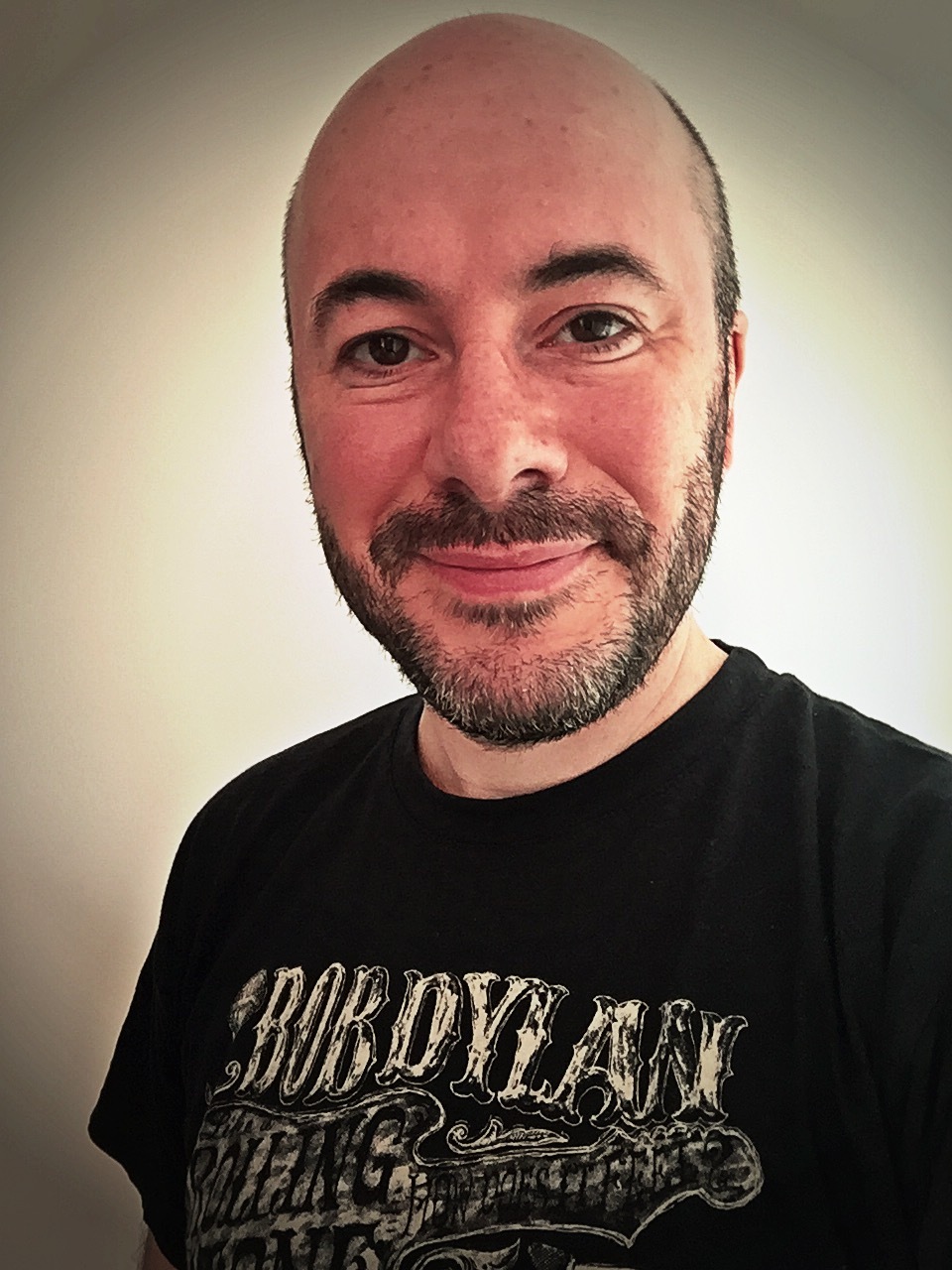
Raoul Biltgen (2017)

Raoul Biltgen (* 1. Juli 1974 in Esch-sur-Alzette) ist ein Luxemburger Schauspieler und Schriftsteller.

## Leben
Raoul Biltgen absolvierte eine Schauspielausbildung am Konservatorium der Stadt Wien (jetzt Musik und Kunst Privatuniversität der Stadt Wien). Anschließend war er einige Jahre lang Ensemblemitglied am Landestheater Bregenz. Seit seiner Rückkehr nach Wien im Jahr 2002 arbeitet er als freier Schriftsteller und Theatermacher und gründete 2008 den Theaterverein Plaisiranstalt. Er ist Autor von knapp 60 Theaterstücken (Nachspiel, I will survive, Aloha!, Robinson – meine Insel gehört mir, Hot Jobs u. a., alle bei Thomas Sessler Verlag, Wien), vieler Kurzgeschichten in verschiedenen Anthologien und mehrerer Bücher. 
Er war drei Mal für den Friedrich-Glauser-Preis in der Sparte „Kurzkrimi“ (2014, 2017, 2020) und einmal in der Sparte „Bester Kriminalroman“ (2018) nominiert. Im Jahr 2021 wurde Der ruhende Pol mit dem Friedrich-Glauser-Preis als „Bester Kurzkrimi“ ausgezeichnet. Für sein Jugendtheaterstück Robinson – meine Insel gehört mir ist er Preisträger des Niederländisch-Deutschen Kinder- und Jugenddramatikerpreises 2017, verliehen anlässlich des Kaas-und-Kappes-Festivals. Sein Theaterstück Der freie Fall war in der Auswahlliste 2018 der deutschsprachigen EURODRAM. Seine Theaterstücke Wolf und Der freie Fall schafften es in den  Stückepool (Shortlist) des Niederländisch-Deutschen Kinder- und Jugenddramatikerpreises 2020. Sein Stück Zeugs wurde 2022 von der Jugendjury mit dem Publikumspreis des Mülheimer KinderStückePreises ausgezeichnet.
Biltgen schrieb zwischen 2010 und 2020 eine wöchentliche Liebes- und Sexkolumne unter dem Titel Adam spricht - über alles, was sich Frauen nicht zu fragen und Männer nicht zu sagen trauen. 
Seit 2015 arbeitet er psychotherapeutisch mit Logotherapie und Existenzanalyse, als zertifizierter Sexualtherapeut und in Kooperation mit dem Institut für Forensische Therapie und die Männerberatung Burgenland als forensischer Therapeut.

## Werke (Auswahl)
- Meine Insel - eine Robinsonade, Hydre Éditions, Luxemburg 2023. ISBN  978-99987-883-6-7
- Adam spricht – 69 Einblicke in das Liebes- und Sexleben der Männer, Kyrene Literaturverlag, Wien 2019. ISBN 978-3-902873-65-1
- Männer ohne Arbeit – Einblicke in die Männer BBE, Männerberatung Wien 2019, ISBN 978-3-200-06564-2
- Schmidt ist tot, Roman, Verlag Wortreich, Wien 2017. ISBN 978-3-903091-31-3
- Jahrhundertsommer, Roman, Verlag wortreich, Wien 2015. ISBN 978-3-9503991-5-8
- Und Danke für den Apfel: Eine kurze Geschichte der Menschheit. Amalthea, Wien 2013. ISBN 978-3-85002-860-8
- einer spricht: Monologe. Op der Lay, Esch-sur-Sûre 2007. ISBN 978-2-87967-150-5
- perfekt morden: Roman. Molden, Wien 2005. ISBN 3-85485-143-X
- Heimweg: Trilogien. Op der Lay, Esch-sur-Sûre 2000. ISBN 2-87967-078-0
- Manchmal spreche ich sie aus: Gedichte. Op der Lay, Esch-sur-Sûre 1999. ISBN 2-87967-069-1

## Belege
1. ↑  Startseite. Abgerufen am 5. Mai 2020.
2. ↑  GLAUSER-Preise - Das Syndikat - Verein zur Förderung deutschsprachiger Kriminalliteratur. Archiviert vom Original (nicht mehr online verfügbar) am 5. Dezember 2019; abgerufen am 5. Mai 2020.  Info: Der Archivlink wurde automatisch eingesetzt und noch nicht geprüft. Bitte prüfe Original- und Archivlink gemäß Anleitung und entferne dann diesen Hinweis.
3. ↑  Die besten Kriminalromane 2021, boersenblatt.net, erschienen und abgerufen am 26. April 2021.
4. ↑  Preisträger 2017 (Memento des Originals vom 5. Juli 2018 im Internet Archive)  Info: Der Archivlink wurde automatisch eingesetzt und noch nicht geprüft. Bitte prüfe Original- und Archivlink gemäß Anleitung und entferne dann diesen Hinweis., abgerufen am 22. Dezember 2018.
5. ↑  Autor stadtnomade: Raoul Biltgen: DER FREIE FALL. In: eurodram. 28. September 2018, abgerufen am 2. April 2019 (deutsch).
6. ↑  Preisträger 2020. Abgerufen am 5. Mai 2020.

| Personendaten    | Personendaten                                                                   |
| ---------------- | ------------------------------------------------------------------------------- |
| NAME             | Biltgen, Raoul                                                                  |
| KURZBESCHREIBUNG | luxemburgischer Schauspieler, Schriftsteller, Theatermacher und Psychotherapeut |
| GEBURTSDATUM     | 1. Juli 1974                                                                    |
| GEBURTSORT       | Esch-sur-Alzette, Luxemburg                                                     |